# Святий Єронім у пустелі
Святий Єронім у пустелі — незавершена картина італійського художника Леонардо да Вінчі. Написана приблизно 1480 року. Зберігається у музеях Ватикану. Композиція картини виконана монохромно на дерев'яному панно.

## Композиція
На картині зображений святий Єронім у похилому віці під час відступу до сирійської пустелі, де він прожив життя відлюдника. Святий стоїть на коліна серед скель, дивлячись на розп'яття, яке ледь помітне в крайньому правому куті картини. У правій руці Єронім він тримає камінь, яким він б'ється в груди у спокуті. Біля його ніг лежить лев, який став вірним супутником Єроніма після того, як він витяг колючку з лапи. Лев і камінь — традиційні атрибути святого.
На лівій стороні панелі позаду святого видно озеро, яке оточене обривистими горами, оповитими імлою. Праворуч крізь отвір у скелях видно обриси церкви. Присутність церкви може натякати на позицію Єроніма в західному християнстві як одного з учителів Церкви .
Свого часу картина була розрізана на п'ять частин і була зібрана колекціонером 19 століття кардиналом Жозефом Фешем, дядьком Наполеона Бонапарта. Його нащадки продали картину папі Пію IX. З цього часу картина зберігається в музеї Ватикану . Колись вважалося, що святий Ієронім був частиною колекції живописця Анжеліки Кауфман, але ця теорія теж була відкинута останніми вченими.
Влітку 2019 року картина виставлялася в Музеї мистецтв Метрополітен у Нью-Йорку. Експозиція була спеціальною окремою презентацією картини при слабкому освітленні з метою збереження.